# Oscar Cullmann
Oscar Cullmann (25. února 1902 Štrasburk – 16. ledna 1999 Chamonix) byl luterský teolog. Studoval ve svém rodišti, roku 1930 se stal profesorem Nového zákona. Po Štrasburku působil také v Basileji a v Paříži. Kromě teologického díla v oblasti novozákonní teologie, zejména eschatologie a christologie, byl Cullmann také průkopníkem ekumenického hnutí. Stál u zrodu luthersko-katolického dialogu a byl pozorovatelem druhého vatikánského koncilu.